# スブハーン・クリー・クトゥブ・シャー
 スブハーン・クリー・クトゥブ・シャー（1543年 - 1550年）は、ゴールコンダ王国の第3代の王（在位：1550年）。
ジャムシード・クリー・クトゥブ・シャーの息子である彼は、わずか7歳で彼の母と大臣達にその王位を託された。しかし、暗殺によって王位を簒奪した彼の父であるジャムシードによる粛清を逃れるために、7年もの間ヴィジャヤナガル王国に避難を余儀なくされていた叔父のイブラーヒーム・クリー・クトゥブ・シャーが、ジャムシェード死去の報を聞くやゴールコンダに舞い戻り、幼いスブハーン・クリー・クトゥブ・シャーの戴冠からわずか7ヵ月後、甥でもある彼を一蹴してしまう。
その早すぎる死のため、彼の名は王に列せられないこともある。